# Herman Pieter de Boer
Herman Pieter de Boer, né le 9 février 1928 à Rotterdam (Pays-Bas) et décédé le 1er janvier 2014 à Eindhoven (Pays-Bas), est un écrivain, journaliste et parolier néerlandais.